# Kwon Kyung-won
Kwon Kyung-won (koreanisch 권경원; * 31. Januar 1992 in Seoul) ist ein südkoreanischer Fußballspieler.

## Karriere

### Klub
Über mehrere Schulmannschaften sowie die Jugendmannschaften von Jeonbuk Hyundai und das Team der Dong-A University begann seine Karriere. Zur Spielzeit 2013 wechselte er auch fest in den Kader der ersten Mannschaft von Jeonbuk. Diesem gehörte er über zwei Runden an (in denen er einmal die Meisterschaft gewann) und wechselte danach in die VAE, wo er ab Februar 2015 bei al-Ahli unter Vertrag stand. Hier erreichte er mit seinem Team auch noch ein weiteres Mal einen Meistertitel. Zum Jahresstart 2017 zog es ihn dann weiter in die Volksrepublik China, wo er sich nun Tianjin Quanjian anschloss. Von dieser Mannschaft wurde er im Sommer 2019 dann wieder nach Südkorea zu seinem vorherigen Klub Jeonbuk Hyundai verliehen. Für die Zeit seines Militärdienstes verliehen diese ihn wiederum Ende des Jahres zu Sangju Sangmu, wo er bis Sommer 2021 aktiv war. Hier endete aber auch wieder seine andere Leihe bei Jeonbuk, da sein eigentlicher Stammklub aufgelöst wurde, wurde er erst einmal vereinslos.
Bereits im Juli 2021 fand er in seiner Heimat mit dem Seongnam FC dann auch schon wieder einen neuen Klub. Seit der Spielzeit 2022 steht er nun in Japan bei Gamba Osaka in der J1 League unter Vertrag.

### Nationalmannschaft
Seinen ersten bekannten Einsatz für die südkoreanische Nationalmannschaft hatte er am 7. Oktober 2017 bei einer 2:4-Freundschaftsniederlage gegen Russland, wo er in der Startelf stand und auch gleich in der 87. Minute noch sein erstes Länderspieltor erzielte. Nach einem weiteren Freundschaftsspieleinsatz stand er schließlich auch im Aufgebot der Nationalmannschaft bei der Ostasienmeisterschaft 2017. Hier erhielt er zwei Einsätze und gewann mit seinem Team am Ende das Turnier.
Im Juni 2018 bekam er kurz vor der Endrunde der Weltmeisterschaft 2018 nochmal einen Freundschaftsspieleinsatz. Für das Turnier stand er auch im vorläufigen Kader, wurde dann aber aus diesem vor der finalen Bekanntgabe gestrichen. Für ihn folgten danach ab Ende 2018 wieder zahlreiche Einsätze bei Freundschaftsspielen und mit Beginn des Oktobers 2019 wurde er auch erstmals bei der Qualifikation für die Weltmeisterschaft 2022 eingesetzt. Am Ende des Jahres war er auch Teil seiner Mannschaft bei der Ostasienmeisterschaft 2019, wo er ein weiteres Mal zwei Einsätze bekam und am Ende der Titel verteidigt wurde.
Im Juli 2022 nahm er mit seiner Mannschaft zum dritten Mal an einer Ostasienmeisterschaft teil. In seinen zwei Einsätzen kam es aber auch zu einer 0:3-Niederlage gegen Japan, womit der Titel bei der Ausgabe 2022 nicht erneut verteidigt werden konnte. Im November wurde er für den finalen Turnier-Kader seiner Mannschaft bei der Endrunde der Weltmeisterschaft 2022 nominiert.